# 七瀬 (ストリートファイター)
七瀬 (ななせ、Nanase) は、アリカが開発しカプコンが販売した対戦型格闘ゲーム『ストリートファイターEX』シリーズに登場する架空の人物。
本項ではアリカの対戦型格闘ゲーム『ファイティングEXレイヤー』に登場する関連キャラクターである紗波音（さなね、Sanane）についても併せて解説する。
担当声優は、七瀬と紗波音ともに緒方恵美。

## 概要
『EX2』では隠しキャラクターとして初登場し、『EX2 PLUS』以降から通常キャラクターとなっている。
水神家本家の娘で、カイリ（実兄）とほくと（異父姉）の妹。天真爛漫な性格をしている。姉のほくとを慕っており、姉と同じ胸当てを着けている。修羅の道をいくカイリと彼を追って旅に出たほくとの戦いを止めるべく、彼らに続いて旅に出る決意をする。
『ストリートファイターV』の公式ホームページ「シャドルー格闘家研究所」の「キャラ図鑑」にて個人プロフィールが明かされた。
『ファイティングEXレイヤー』では、姉のほくとが暗殺者となった姿である「訃（しらせ）」の手により、カイリ抹殺のための記憶的障害となるためほくと最後の意思で消されたとされ、七瀬の技を使う後述の紗波音が登場している。

## 紗波音
紗波音（さなね、Sanane）は『ファイティングEXレイヤー』のオリジナルキャラクター。過去作の七瀬と同じ技を使う。フルネームは「鈴木 紗波音（すずき さなね）」。スポーツ万能な明るい女子大生。スポーツ薙刀で頭角を現しているが、薙刀を扱うことに時々デジャヴを覚えており、異種格闘技戦で出逢った一人の男性（疾風）から何かを感じたことで自分の生い立ちに疑問を覚え始める。
七瀬との関連は明確にされていないが、性能をそのまま引き継いでいる。

## ゲーム上の特徴
古武術のほかにも、「棍」と呼ばれる伸縮自在の棒も使いこなす。そのため、ほくとの技と同じ技や似た技のほかにも、彼女だけのオリジナルの技も持っている。
ほくとに比べるとジャンプスピードがかなり速く、飛び込み主体の攻めも強力。ほくとに比べるとクセの少ない技が多いので初心者にも向いている。

## 各種技の解説

### 投げ技
掴（きゃく）
相手の腕を掴み半回転させて倒す。
頚手絞（けいしゅこう）
相手と一緒に倒れこみ腕に関節技を決める。

### 特殊技
踏肘崩（とうちゅうほう）
肘の振り落とし。中段判定。
落膝激（らくしちげき）
空中で出す膝落とし。下方向への攻撃判定が強くなる。
流水（りゅうすい）
相手を後ろへ押し流し、背後を取る特殊投げ。この技自体に攻撃判定はない。
忍冬（すいかずら）
ガードブレイクまたはハードアタック技。片足を大きく振り上げた後、棍と共に振り下ろす。七瀬のみボタン押しっぱなしで溜め時間に応じて棍が伸びる。

### 必殺技
三連棍（さんれんこん）
棍による突き。押すパンチボタンの強さによって、棍の伸びる長さと隙が異なる。
追加入力で最大3回まで出せる。途中で「天昇棍」へ派生させることも出来る。
また、棍の部分は飛び道具を消すことが可能。
天昇棍（てんしょうこん）
棍による先読み対空の突き。押すパンチボタンの強さによって、棍の伸びる長さが異なる。
霞颪（かすみおろし）
前方へ飛び込み、下方向に向けて棍を突き出す。押すキックボタンの強さによって、棍の突き出す方向が異なる。
月鏡牡丹（げっきょうぼたん）
相手の攻撃を受け止めて、棍で反撃するカウンター技。

### スーパーコンボ
弥生投棍技（やよいとうこんぎ）
相手に向けて、棍に回転を加えて投げつける技。投げつけた棍は方向キーで上下に動かすことが可能。追加技として、投げた棍を任意の地点で停滞させる「名月」（めいげつ）と『EX2 PLUS』以降は投げた棍を地面に落として引き寄せる「有明」（ありあけ）がある。
十六夜烈棍（いざよいれっこん）
棍を使っての連続攻撃。途中で相手を上方へ打ち上げるが、その打ち上げ攻撃が空振りかガードされた場合はそこで技は中断される。
待宵天泣激（まちよいてんきゅうげき）
棍で相手を突き倒した後に宇宙まで飛び上がり、そこから相手に急降下して打撃を繰り出すメテオコンボ。のけぞり中の相手に当てると空までしか飛び上がらない演出に変わり、威力が低下するが、『EX2 PLUS』のみたまに雷が落ちる演出かカメラ目線が変わる演出が発生し、その場合は通常より威力が上がる。
メテオタッグコンボ・七瀬&ほくと
『EX3』でほくとがパートナーの時に発動可能なメテオタッグコンボ（個別の技名はない）。七瀬が棍で相手を上方へ打ち上げ、ほくとが上空へ向けた「気錬射」で相手を射抜き、落ちてきた相手を棍と薙刀で突き上げる。

## その他
ドラマCD「ストリートファイターEX2」の特別編「ほくとと七瀬の裏ドラナイト」ではギャグキャラクターと化したカイリやほくとと違い比較的原作に近い設定である。主にツッコミ役が多い。ケーキ屋でバイトをしている。また胸が小さいことを気にしている（ほくとにはAカップと言われているが七瀬はBカップと言っている）。

## 登場作品
七瀬
『ストリートファイターEX』シリーズ（『EX2』以降）
紗波音
『ファイティングEXレイヤー』